# St. Franziskus (Lauenhain)

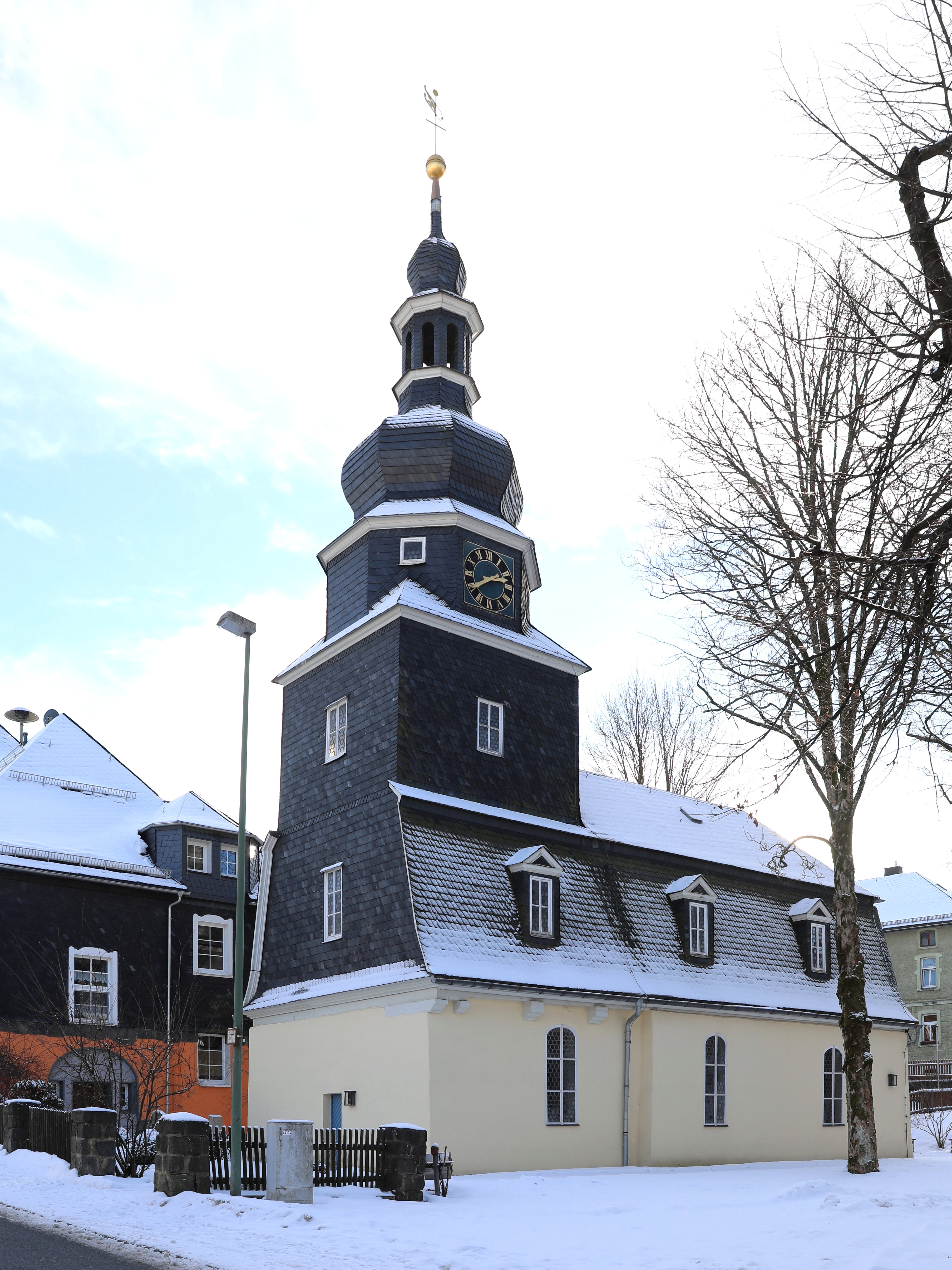
St. Franziskus in Lauenhain

Die evangelisch-lutherische Filialkirche St. Franziskus steht in Lauenhain, einem Gemeindeteil des oberfränkischen Stadt Ludwigsstadt im Landkreis Kronach. Sie wurde in der Mitte des 18. Jahrhunderts erneuert. Die Kirche gehört zur Pfarrei Steinbach am Wald und damit zum Dekanatsbezirk Kronach-Ludwigsstadt des Kirchenkreises Bayreuth der Evangelisch-Lutherischen Kirche in Bayern.

## Baugeschichte
Die Kirche geht wohl im Kern auf ein spätmittelalterliches Gotteshaus zurück. Von 1737 bis 1739 erfolgte eine umfassende Instandsetzung des Bauwerkes. Dabei wurden unter anderem das Dach und der Dachreiter neu errichtet. Im Jahr 1777 folgte eine Restauration. In den Jahren 1962/1963 wurden Sanierungsarbeiten durchgeführt. Die Kirche war eine Filiale der Pfarrei Ludwigsstadt. Nach der Gründung der evangelischen Pfarrei Steinbach am Wald im Jahr 1953 wurde Lauenhain dorthin umgepfarrt.

## Baubeschreibung
Die Filialkirche steht im unteren, nördlichen Teil des Angerdorfes. Es ist ein Saalbau mit drei Fensterachsen. Der Innenraum wird von einer Flachdecke mit hohen Vouten, in die Dachgauben einschneiden, überspannt. Stichbogige Fenster und Gaubenfenster mit geradem Sturz belichten den Innenraum. Eine marmorierte Bretterwand mit zwei Fenstern und Türen, vor der sich der Kanzelaltar befindet, trennt den östlichen Teil des Kirchenschiffes mit der Sakristei ab. Die Emporen aus dem späten 18. Jahrhundert, zweigeschossig an den Längsseiten und eingeschossig an der Westseite, prägen den Innenraum. Gedrehte und marmorierte Baluster gliedern die Emporenbrüstungen. Die stark auskragende Westempore ist mit der Orgel besetzt.
Die verputzte Fassade besitzt als oberen Abschluss ein Gesims. Darüber befindet sich eine hölzerne, verschieferte Dachkonstruktion, ein Mansardwalmdach, das gegen Westen zur Hälfte abgewalmt ist. Der Ostabschnitt der nördlichen Außenwand ist etwas zurückgesetzt. In der Ostwand ist einfache Tür als Zugang zur Sakristei angeordnet. Über dem rechteckigen Eingangsportal in der Westwand befindet sich eine Sandsteintafel mit der Inschrift: „Verbum Domini manet in Aeternum erbaut 1737, repariert 1777“.
Über dem Ostgiebel steht ein großer, verschieferter Dachreiter. Der vierseitige Aufsatz mit der Glockenstube wird im folgenden Abschnitt mit einer halben Pyramide in einen achteckigen Aufbau überführt. Den oberen Abschluss bilden eine Kuppel, gefolgt von einer Laterne mit schmalen Fenstern und einer Haube, gekrönt von einem Knauf, einem Kreuz und einer Wetterfahne.

## Ausstattung
Das Gemeindegestühl besitzt mit am oberen Ende profilierte Wangen und stammt aus dem 18. Jahrhundert.

### Kanzelaltar
Der im 18. Jahrhundert entstandene Kanzelaltar besteht aus einem marmorierten Holzaufbau. Der Kanzelkorb und der Schalldeckel sind fünfseitig gestaltet und werden durch toskanische Säulen eingerahmt. Den oberen Abschluss bildet ein gesprengter Giebel mit einem Strahlenkranz in der Mitte und Engel mit Posaunen auf den Giebelschenkeln.

### Taufbecken
Das Taufbecken aus dem Jahr 1686 besteht aus marmoriertem Sandstein. Es hat einen rechteckigen profilierten Sockel. Das achteckige Becken trägt die Bezeichnung „Heinrich Mell H. H. Christoph Schirmer Pfar: zu Ludwigstatt ao 1686 Niclaus Bleyer“.

### Orgel
Der fünfteilige Orgelprospekt stammt aus dem Jahr 1782. Er hat einen niedrigen Mittelteil sowie stark überhöhte äußere Seitenteile und besteht aus marmorierten Holzteilen. Das Rocailledekor ist golden und weiß gefasst.
Im Jahr 1903 stellte Steinmeyer eine neue Orgel mit sieben Registern auf einem Manual und Pedal auf.

### Glocken
Im Turm hängen zwei Bronzeglocken. Die ältere Glocke mit 56 cm Durchmesser und dem Schlagton e +4 wurde 1811 bei Lösch in St. Georgen gegossen. Die jüngere Glocke mit 69 cm Durchmesser und dem Schlagton cis +3 entstand 1952 bei der Glocken- und Kunstgießerei Rincker in Sinn.